# Glashütten in den Nordvogesen
Die Glashütten in den Nordvogesen sind Zeugnisse der bis auf das 15. Jahrhundert zurückgehenden Glasherstellung in den Nordvogesen an der Grenze zwischen Elsass (Département Bas-Rhin) und Lothringen (Département Moselle) in der Region Grand Est (Frankreich), die im 19. Jahrhundert einen Höhepunkt erreichte. Nach dem Zweiten Weltkrieg blieben nur noch wenige Betriebe erhalten.

## Geographie und Voraussetzungen

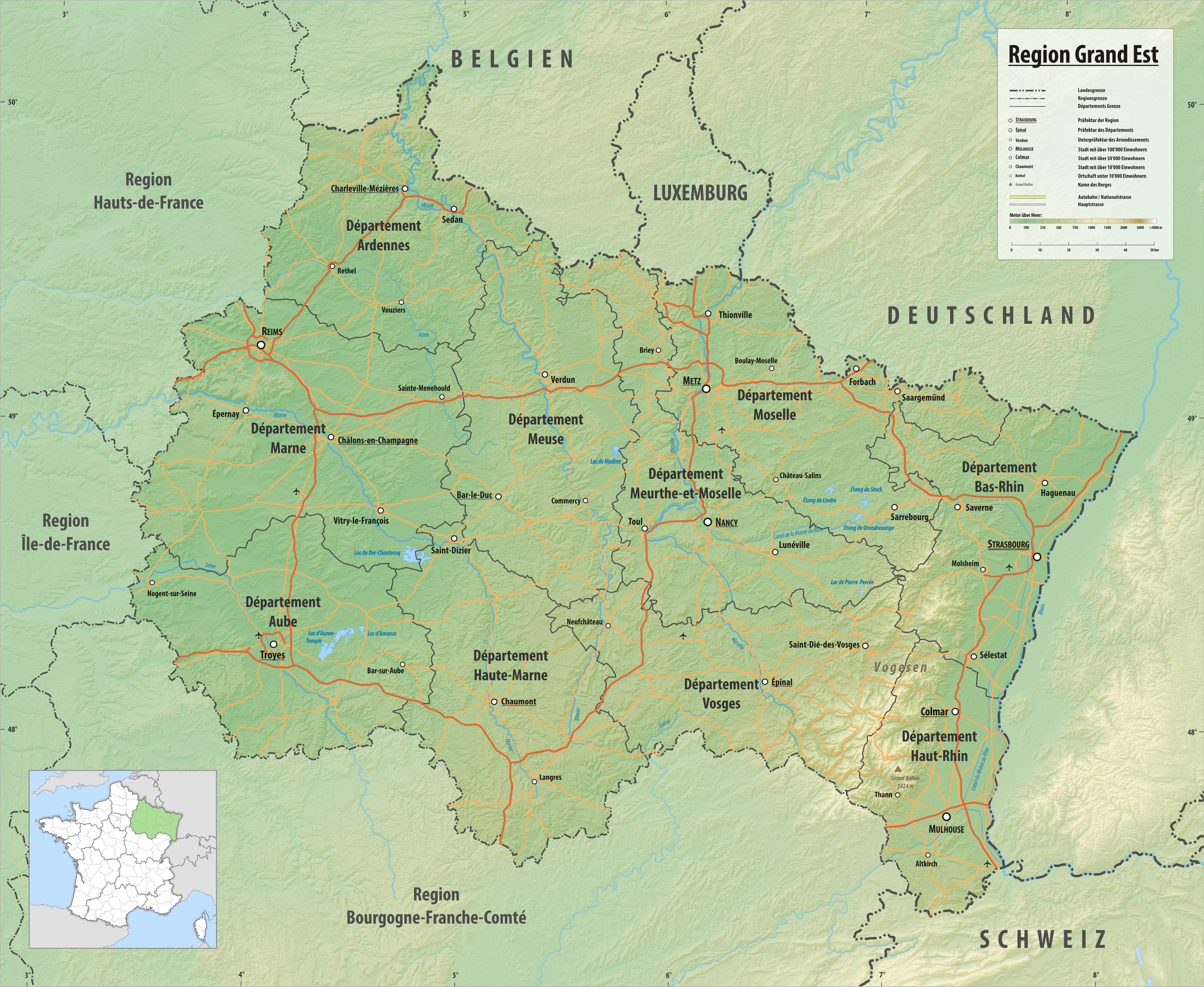
Grand Est

Das Gebiet der Glasherstellung erstreckt sich am westlichen Rand der Nordvogesen, begrenzt vom Pfälzerwald (Deutschland) und dem Saartal im Westen. Südlich geht es in die Vogesen über, in denen auch eine traditionelle Glasfertigung existierte. Zur Herstellung von Glas benötigte man Quarzsand, Pottasche und Brennholz. Alles ist in den Nordvogesen vorhanden: das Gebirge besteht aus Sandstein, der zu Sand erodiert, Pottasche kann man aus Buchen und Farnen gewinnen, das Holz schlägt man in den großen Wäldern. Zusätzlich gibt es genügend billige Arbeitskraft: die Glasherstellung ist arbeitsaufwändig und der Preis für Gebrauchsglas ist niedrig.

## Geschichte
Die ersten Glashütten waren kleine Gemeinschaften, mit einem Ofen, einfachen Holzhäusern, mitten im Wald gelegen. Wenn die Umgebung abgeholzt war, zog die Hütte weiter. Diese Art der Bewirtschaftung endete im Dreißigjährigen  Krieg: Die Hütten wurden zerstört und verlassen. Außerdem wurde durch den Raubbau das Holz knapp.
Ende des 17. Anfang des 18. Jahrhunderts wurden neue Glashütten gegründet: Wildenstein (1669), Wingen-sur-Moder (ab 1707). Der Wald wurde bewirtschaftet: Nach einem Kahlschlag wurde neu gepflanzt und nach 40 Jahren konnte man wieder Holz ernten. Die adligen Landbesitzer wollten den Ertrag steigern und förderten darum die Glashütten durch Konzessionen. Die ansässigen Bauern waren davon nicht begeistert und es kam zu Aufständen, z. B. in Neuwiller, Griesbach, Imbsheim und Dossenheim im November 1628. Dabei wurden auch Glashütten zerstört. Seit Ludwig XIV. förderte der französische Hof die Herstellung von Glas, um unabhängiger von Importen aus Italien zu werden. In der Französischen Revolution ging die Produktion wegen der Unruhen und dem Ausfall des Adels als Kunden zurück.

## Berühmte Glashütten
Die detaillierte Geschichte zweier Glashütten findet man in Goetzenbruck und Meisenthal.

1704 wurde die Glashütte von Meisenthal gegründet. Im 19. Jahrhundert beschäftigte sie Hunderte von Arbeitern, die Millionen Stücke Gebrauchs- und Schmuckglas herstellten. 

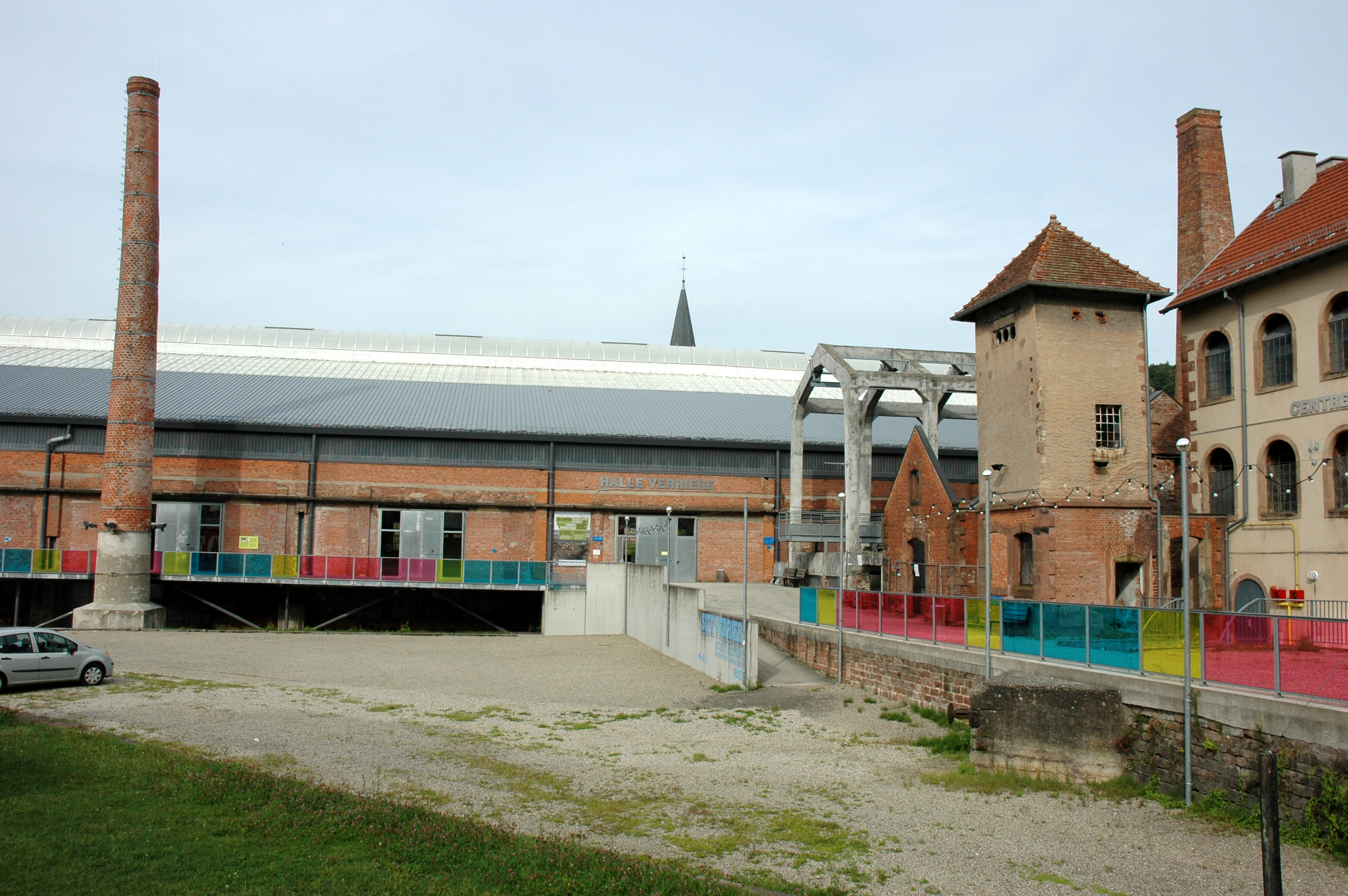
Meisenthal vor der Renovierung 2022

Von 1867 bis 1894 arbeitete sie mit Emile Gallé zusammen. Dort wurden neue Herstellungstechniken erprobt. Die Glashütte erwarb den Titel Berceau du verre Art Nouveau (Wiege des Jugendstil-Glases). Nach dem Zweiten Weltkrieg ging die Produktion immer weiter zurück, bis am 31. Dezember 1969 der Betrieb eingestellt wurde. Désiré Christian (1846–1907) arbeitete zunächst für Emile Gallé und die Glashütte in Meisenthal. Nachdem Gallé 1894 eine eigene Produktion in Nancy  gegründet hatte, machte er sich zusammen mit seinem Bruder François, seiner Tochter Marie Augustine und seinem Sohn Armand selbständig und gründete das Atelier Cristaux et céramiques d’art (Kunstkristalle und Keramik) in Meisenthal. Die Glashütte war erfolgreich bis zum Tod von Désiré Christian.

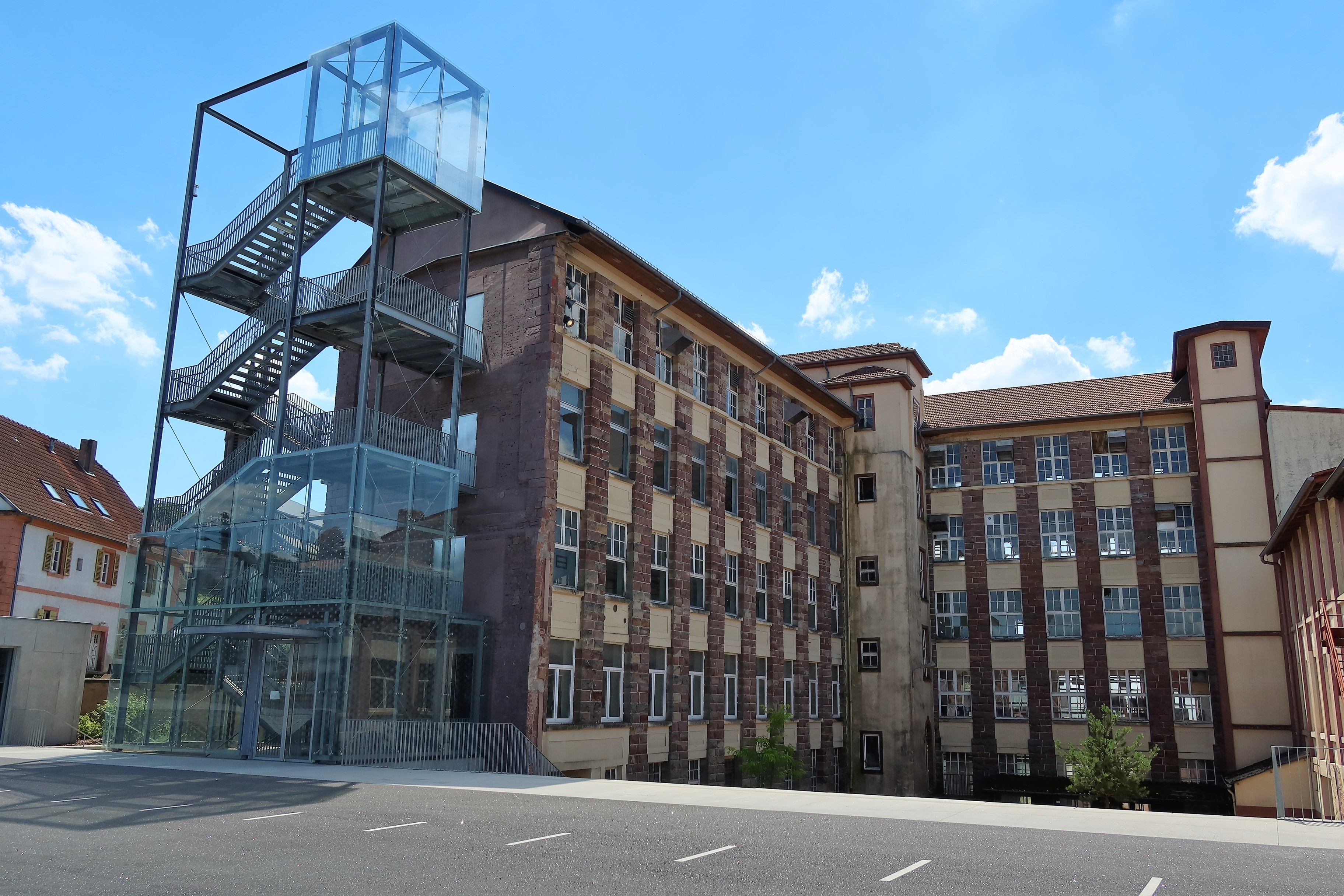
Goetzenbruck

1721 gründete Jean-Georges Poncet, ein Glasbläser aus Meisenthal, eine Glashütte in Goetzenbruck. Sie stellte zum Schluss Brillengläser her und wurde 2005 geschlossen.

1767 wurde die Kristallmanufaktur Saint-Louis in Saint-Louis-lès-Bitche gegründet.

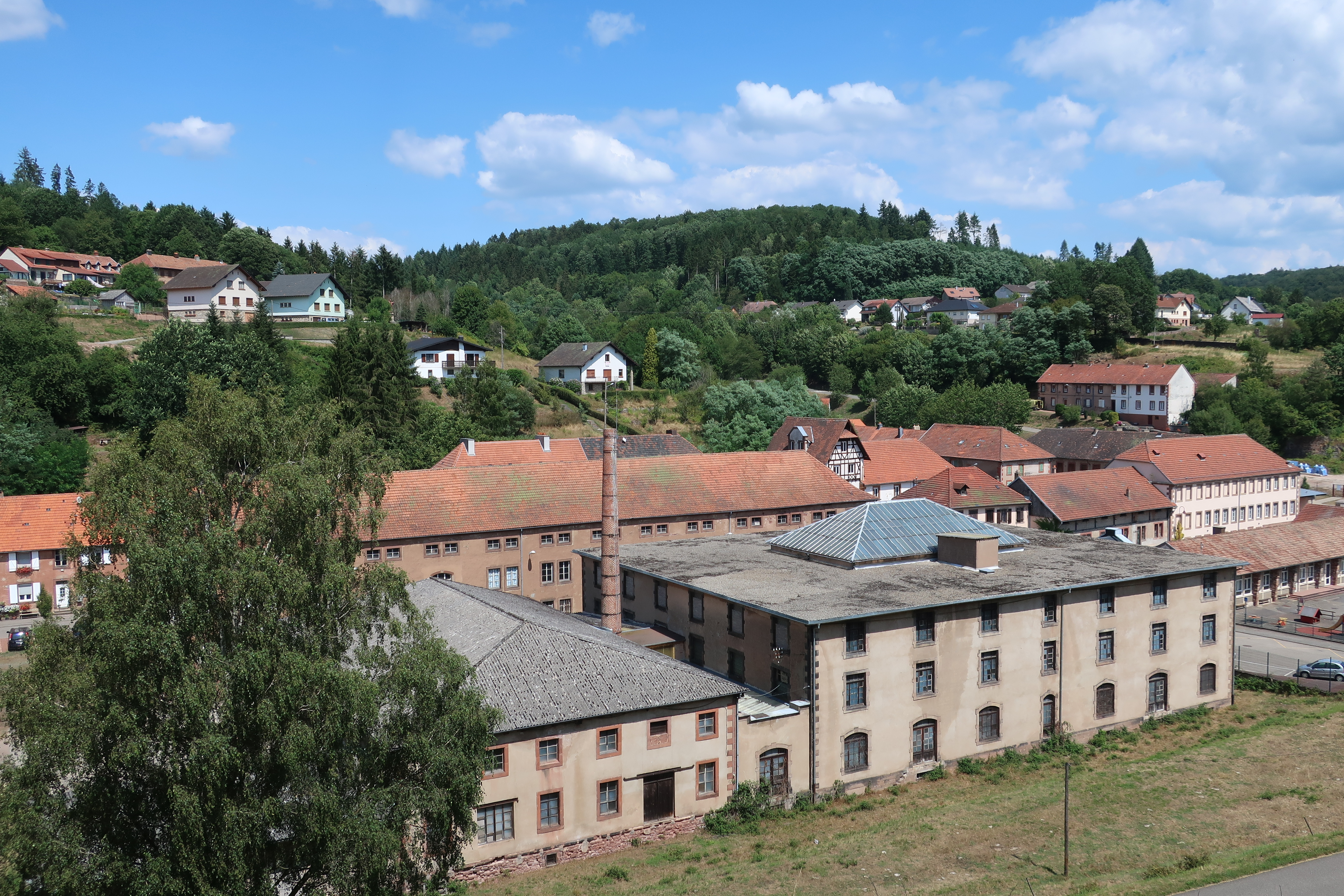
Saint-Louis

1921 gründete René Lalique die Glashütte in Wingen-sur-Moder. Das Musée Lalique wurde an der Stelle der ehemaligen Glashütte Hochberg errichtet. Die Glashütte von Lalique, die heute noch in Betrieb ist, befindet sich nördlich der Ortsmitte hinter der Bahnstrecke.
1925 wurde die Glashütte in Lemberg im Bitcherland gegründet. Sie beschäftigte bis zu 200 Arbeiter und arbeitete für große Pariser Kunden wie Le Bon Marché, La Samaritaine oder Galeries Lafayette. 1973 musste sie den Betrieb einstellen.
Neben den Glashütten haben sich auch viele selbständige Glasschleifer niedergelassen. Nur wenige haben bis heute überlebt, z. B. Cristal Lehrer in Arzviller.

## Glashütten  im 21. Jahrhundert
Überlebt haben nur Glashütten, die künstlerische oder Luxusstücke produzieren.
- Lalique in Wingen-sur-Moder: 1994 wurde Lalique von der Schweizer Gruppe Art & Fragrance SA übernommen, die Parfums, Kosmetik und Schmuck herstellt. Kurz darauf änderte sie ihren Namen in Lalique Group. Es werden Glaskunstwerke nach den Entwürfen von René Lalique und von modernen Künstlern hergestellt.[10]Wingen-sur-Moder Lalique Glasfabrik

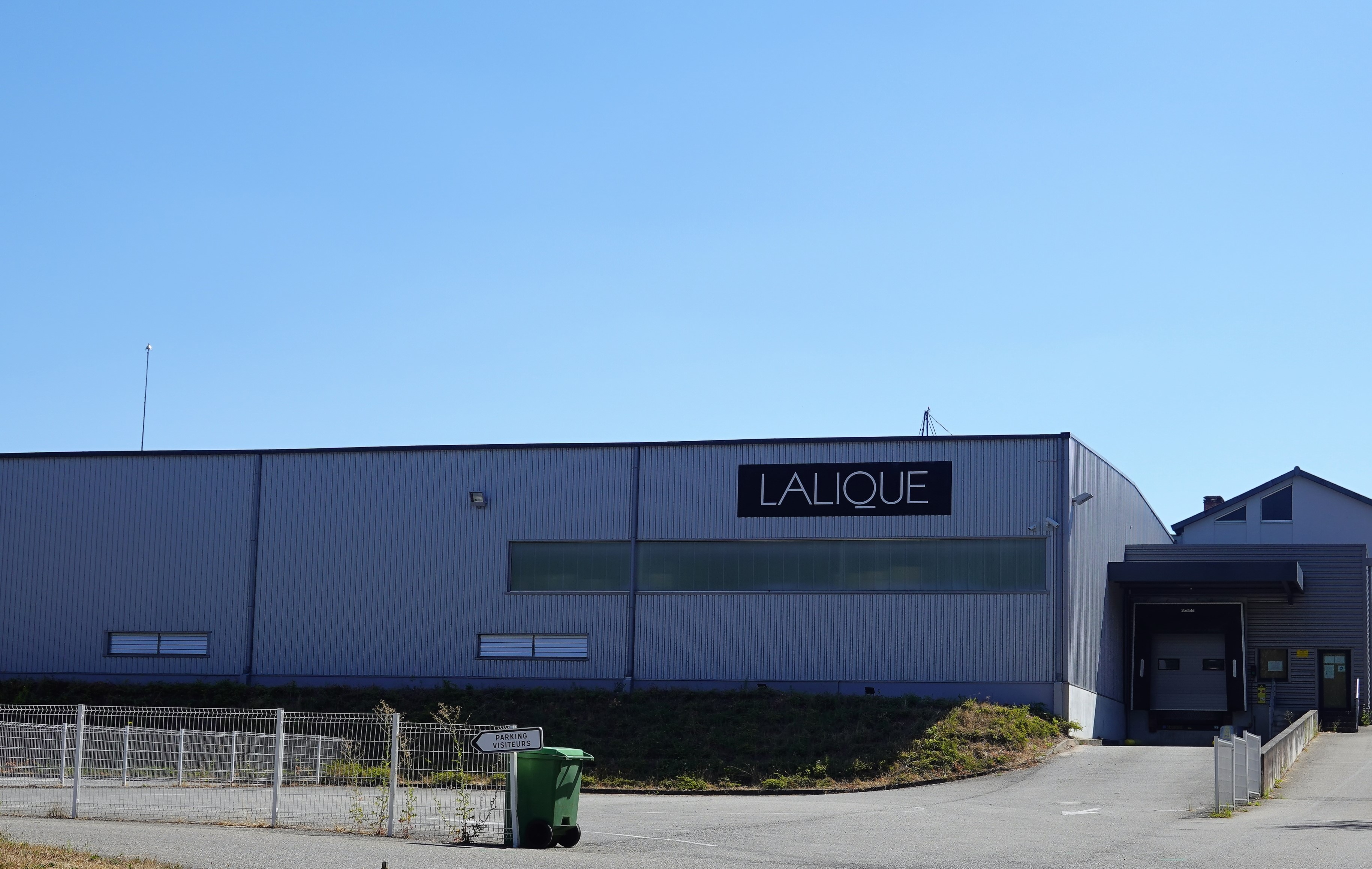
Wingen-sur-Moder Lalique Glasfabrik

- St. Louis in Saint-Louis-lès-Bitche: Saint Louis gehört seit 1995 zu Hermès (Unternehmen) und stellt klassische Schmuck- und Tafelgläser her.[11]

- Meisenthal: hat sich auf Handarbeit mit künstlerischen Vorlagen spezialisiert.

## Museen
In zwei Museen wird die Geschichte der Glasbläserei dokumentiert:
- Musée Lalique in Wingen-sur-Moder, in dem die Geschichte der Firma Lalique und insbesondere der Künstler Renée Lalique präsentiert werden. Eröffnet wurde es im Jahr 2011 in der renovierten Glashütte Hochberg, erweitert durch einen modernen Neubau.[12] Le musée Lalique (Wingen-sur-Moder)

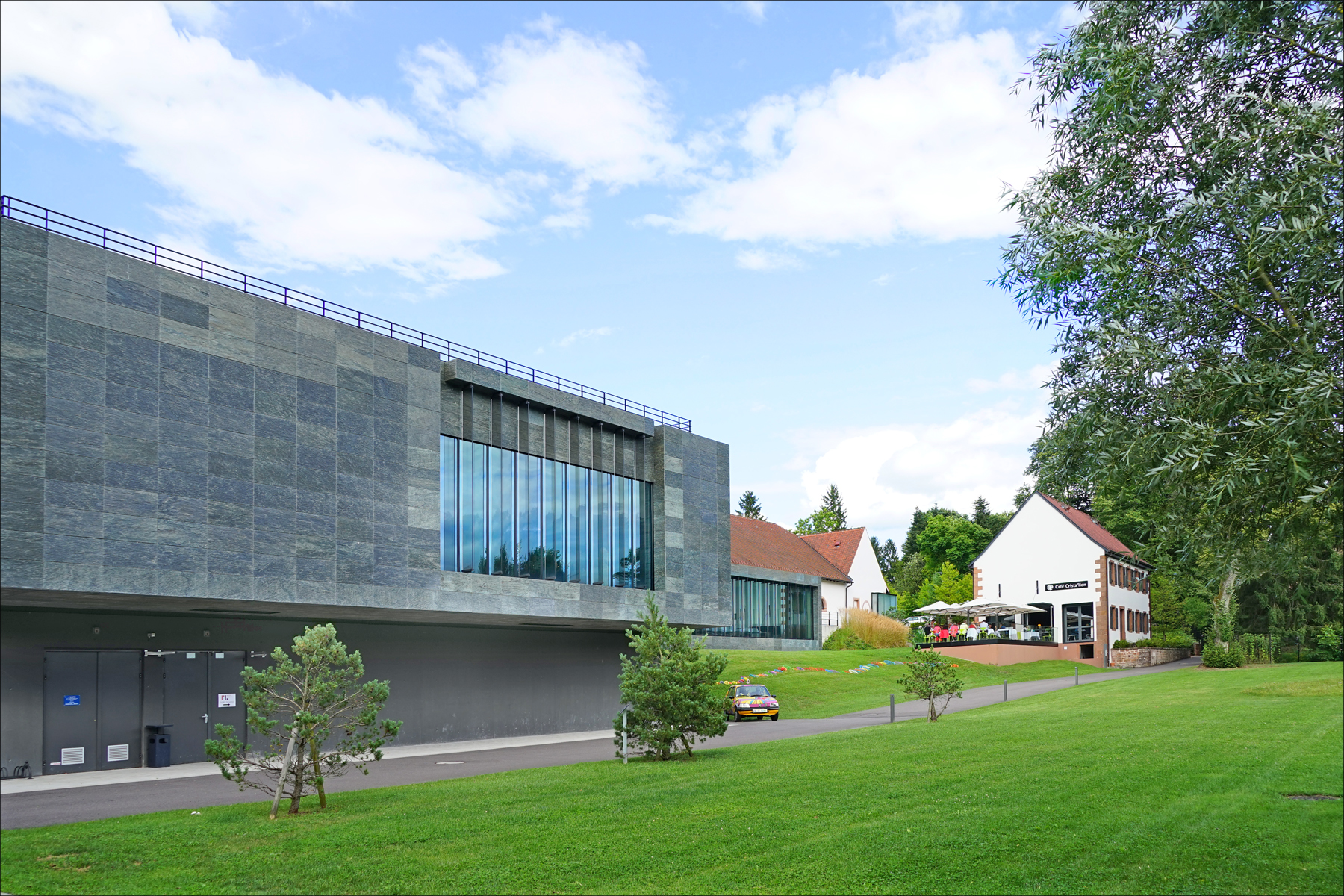
Le musée Lalique (Wingen-sur-Moder)

- Centre International de l'Art Verrier (CIAV) in Meisenthal. Ab 2011 wurde die ehemalige Glashütte renoviert und durch einen modernen Neubau erweitert. Die Eröffnung war 2021. Es wurde die Geschichte der Glasfertigung in den Nordvogesen dokumentiert, in einer Schauwerkstatt kann man Glasbläsern bei der Arbeit zuschauen und eine große Ausstellung historischer und moderner Glaskunst zeigt deren Entwicklung, insbesondere seit dem Jugendstil.[13]CIAV Meisenthal

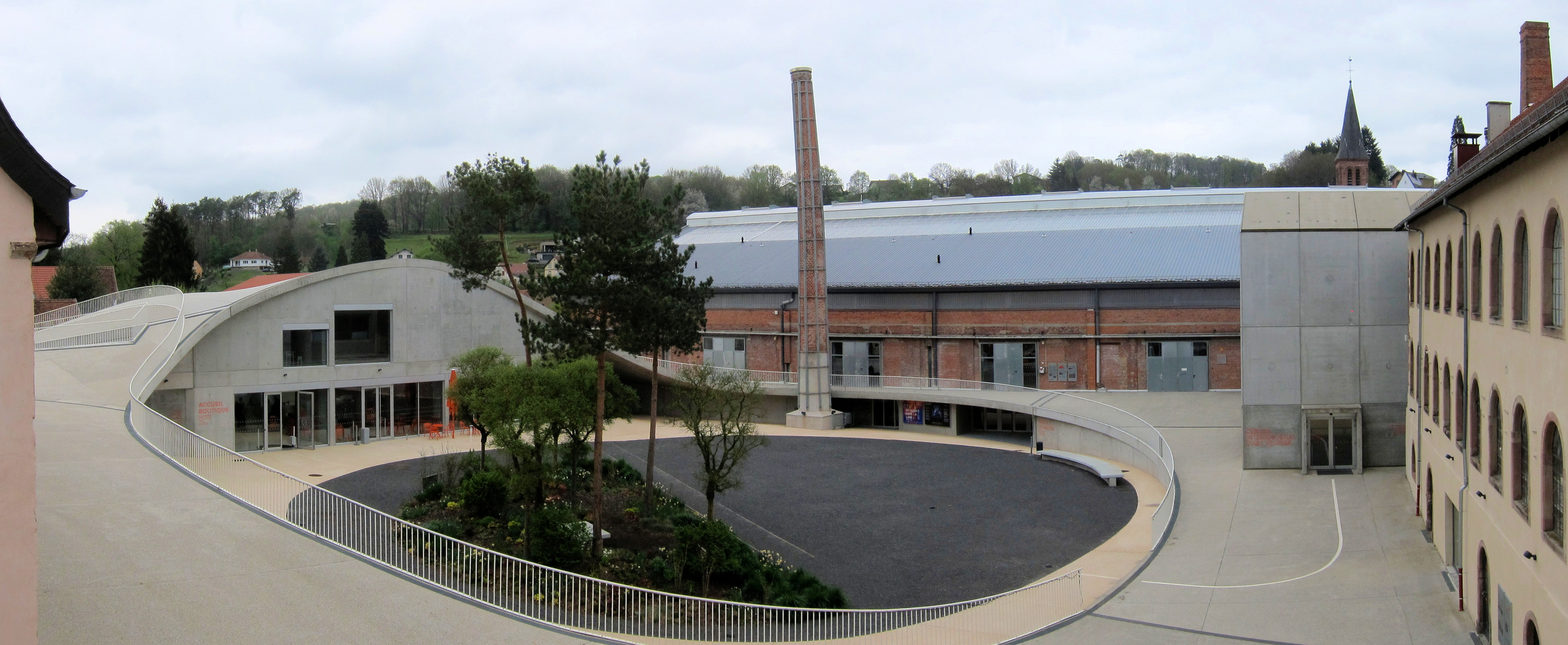
CIAV Meisenthal